# Talsperre Palisades
Die Talsperre Palisades (englisch Palisades Dam) ist eine Talsperre mit Wasserkraftwerk im Bonneville County, Bundesstaat Idaho, USA. Sie staut den Snake River zu einem Stausee (englisch Palisades Reservoir) auf. Die Talsperre liegt ca. 17,7 km (11 miles) westlich der Grenze zwischen den Bundesstaaten Idaho und Wyoming. Ungefähr 10 km flussabwärts befindet sich die Kleinstadt Irwin.
Die Talsperre dient neben der Stromerzeugung auch der Bewässerung und dem Hochwasserschutz. Sie ist im Besitz des United States Bureau of Reclamation (USBR) und wird auch vom USBR betrieben.

## Geschichte
Mit Vorbereitungen zur Errichtung des Staudamms wurde bereits 1945 begonnen. Der Baubeginn verzögerte sich jedoch, da erst ein Ausgleich der unterschiedlichen Interessen von Betroffenen gefunden werden musste. Mit dem Bau der Talsperre wurde 1951 begonnen. Sie wurde 1957 fertiggestellt. Im Mai 1958 waren alle Maschinen des Kraftwerks in Betrieb.

## Absperrbauwerk
Das Absperrbauwerk ist ein Erdschüttdamm mit einer Höhe von 82 m (270 ft) über der Gründungssohle. Die Dammkrone liegt auf einer Höhe von 1716 m (5630 ft) über dem Meeresspiegel. Die Länge der Dammkrone beträgt 640 m (2100 ft). Das Volumen des Bauwerks beträgt 10,37 Mio. m³ (13,571 Mio. cubic yards).
Die Hochwasserentlastung ist ein Tunnel mit einem Durchmesser von 8,5 m (28 ft). Der Einlass dazu befindet sich am rechten Ufer, ungefähr 200 m von der Dammkrone entfernt. Über den Turbineneinlass können maximal 934 m³/s (33.000 cft/s) abgeleitet werden, über die Hochwasserentlastung maximal 1373 m³/s (48.500 cft/s).

## Stausee
Beim normalen Stauziel von 1713 m (5620 ft) erstreckt sich der Stausee über eine Fläche von rund 64,75 km² (16.000 acres) und fasst 1,7 Mrd. m³ (1,4 Mio. acre-feet) Wasser.

## Kraftwerk
Das Kraftwerk befindet sich am Fuß der Talsperre auf der linken Flussseite. Seine installierte Leistung beträgt 176,6 MW. Die installierte Leistung lag ursprünglich bei 118,75 MW. Im Jahr 1994 wurde eine Leistungssteigerung durchgeführt; dabei wurden die Generatorwicklungen ausgetauscht. Die durchschnittliche Jahreserzeugung liegt bei rund 517,4 Mio. kWh. Die 4 Francis-Turbinen des Kraftwerks leisten jede maximal 44,15 MW. Die Fallhöhe beträgt 58 m (190 ft). Der maximale Durchfluss liegt bei 226,5 m³/s (8000 cft/s) je Turbine.